# EDE
EDE，全称“Equinox Desktop Environment ”，是一个轻量级的桌面环境，目标是创建一个简洁快速的桌面环境。早期的1.x版基于修改版的FLTK—即eFLTK，之后的版本采用纯粹的FLTK。

## 应用
EDE桌面环境没有像KDE、GNOME等桌面环境那样广泛应用于linux。EDE在MINIX 3中作为可选包， Mandriva Linux（2009.0之后的版本）以及Arch Linux也支持该桌面环境。

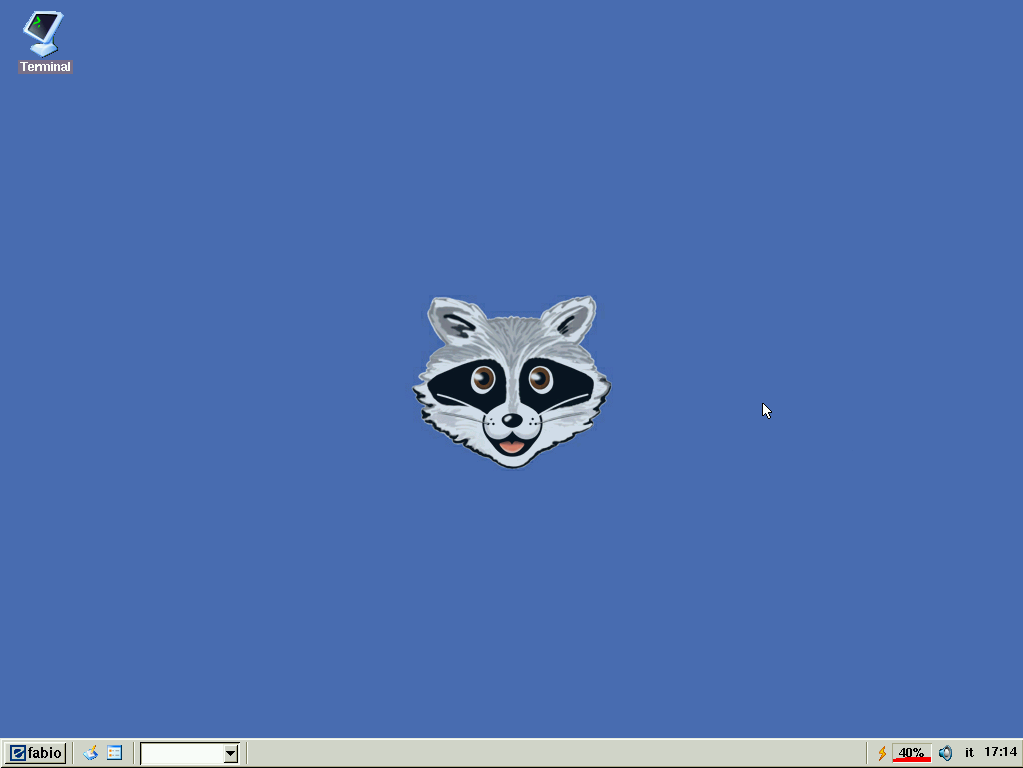
MINIX 3.1.7 running X11 with the EDE

## 参見
- MINIX
- MINIX 3